# Perylen
Perylen, C20H12, är ett carcinogent, polycykliskt aromatiskt kolväte.

## Egenskaper
Perylen bildar bronsfärgade, glänsande kristaller med smältpunkt 276 °C. Det visar blå fluorescens. Det är olöslig i vatten, men något lösligt i eter och etanol, något lösligt i kloroform och koldisulfid.

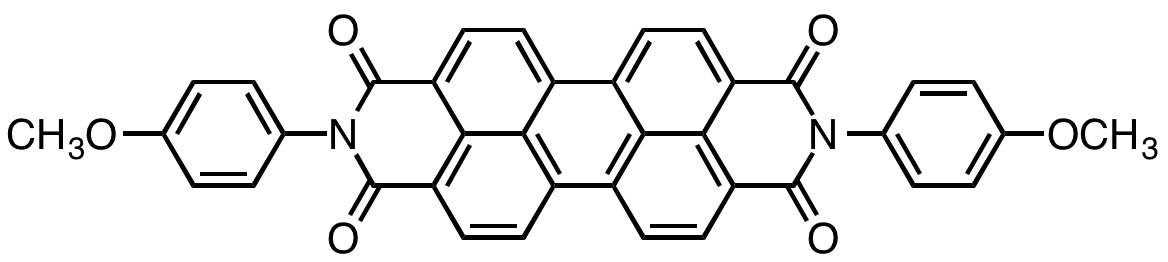
Vat Red 29 (Pigment Red 190) är typiskt exempel på en struktur med en perylenkärna.

Perylen är strukturellt ett slags rylen. Molekylen består av två naftalenmolekyler förbundna med en kol-kol-bindning vid ett- och åttalägena på båda molekylerna. Alla kolatomerna i perylen är sp2-hybridiserade. Strukturen för perylen har studerats ingående med röntgenkristallografi.

## Framställning
Perylen framställs genom upphettning av naftalen och aluminiumtriklorid men förekommer även naturligt i stenkolstjära.

## Användning
Perylen används som ett blåemitterande dopmedel i OLED, antingen rent eller substituerat. Det kan också användas som en organisk ljusledare. Den har ett absorptionsmaximum vid 434 nm, och som för alla polycykliska aromatiska föreningar, låg vattenlöslighet (1,2⋅10−5 mmol/l). Perylen har en molär absorptivitet av 38.500 M−1 cm−1 vid 435,7 nm.
Perylenpigment är en grupp derivat av perylen använda som färgpigment, dit perylen självt dock inte räknas.